# 양안시

양안시(兩眼視, binocular vision)는 생물학에서 동물이 두 안구가 하나의 주변 3차원 상을 감지하기 위해 같은 방향을 향할 수 있는 시각의 한 유형이다. 양안시의 다른 현상으로는 두 눈 중 어느 쪽이 빛에 자극을 받는지를 구별하는 능력, 눈우세(Ocular dominance), 두눈경합이 포함된다. 양안시는 붙잡기, 운동능력 등의 능력에 도움을 준다.

## 같이 보기
- 다시증
- 시야
- 귀상어과
- 입체시(Stereopsis)